# Чарлс Хобо
Чарлс Оуен Хобо (на английски: Charles Owen Hobaugh) е американски боен пилот и астронавт от НАСА, участник в три космически полета.

## Образование
Чарлс Хобо завършва колежа North Ridgeville High School в Охайо през 1980 г. През 1984 г. получава бакалавърска степен по аерокосмическо инженерство от Военноморската академия на САЩ, Анаполис, Мериленд. През 1994 г. става магистър по същата специалност в Института за космическа наука в Тенеси.

## Военна кариера
Чарлс Хобо започва службата си в USMC през май 1984 г. През февруари 1987 г. става пилот на AV-8B Хариер. След допълнително тактическо обучение е зачислен в бойна ескадрила 331 (VMA-331), базирана в Япония. Служи в Персийския залив по време на операция Пустинна буря. Завършва школа за тест пилоти в Мериленд през юни 1992 г. В кариерата си има повече от 5000 полетни часа на 40 различни типа самолети и 200 кацания на палубата на кораби от американските бойни групи.

## Служба в НАСА
На 1 май 1996 г., Чарлс Хобо е избран за астронавт от НАСА, Астронавтска група №16. Той преминава пълен двегодишен курс на обучение и получава квалификация пилот. Взема участие в три космически полета. Той е CAPCOM офицер по време на фаталното приземяване на Колумбия, мисия STS-107 през февруари 2003 г. и е последния човек осъществил връзка с екипажа на космическата совалка.

### Космически полети
| Космически полети на Чарлс Оуен Хобо                             | Космически полети на Чарлс Оуен Хобо | Космически полети на Чарлс Оуен Хобо | Космически полети на Чарлс Оуен Хобо | Космически полети на Чарлс Оуен Хобо | Космически полети на Чарлс Оуен Хобо   | Космически полети на Чарлс Оуен Хобо |
| №                                                                | Дата                                 | КК                                   | Емблема на мисията                   | Функции                              | Продължителност                        |                                      |
| ---------------------------------------------------------------- | ------------------------------------ | ------------------------------------ | ------------------------------------ | ------------------------------------ | -------------------------------------- | ------------------------------------ |
| 1                                                                | 12 юли 2001                          | „Атлантис“, мисия STS-104            |                                      | Пилот                                | 12 денонощия 18 часа 36 минути 39 сек. |                                      |
| 2                                                                | 8 август 2007                        | „Индевър“, мисия STS-118             |                                      | Пилот                                | 12 денонощия 17 часа 55 минути 34 сек. |                                      |
| 3                                                                | 16 ноември 2009                      | „Атлантис“, мисия STS-129            |                                      | Командир                             | 10 денонощия 19 часа 16 минути 13 сек. |                                      |
| Сумарно време в космоса – 36 денонощия 07 часа 48 минути 26 сек. |                                      |                                      |                                      |                                      |                                        |                                      |

## Награди
- Медал за похвала на USMC;
- Въздушен медал;
- Медал за заслуги на USMC;
- Медал на USMC за участие в бойни действия.